# Martín Sánchez Allú

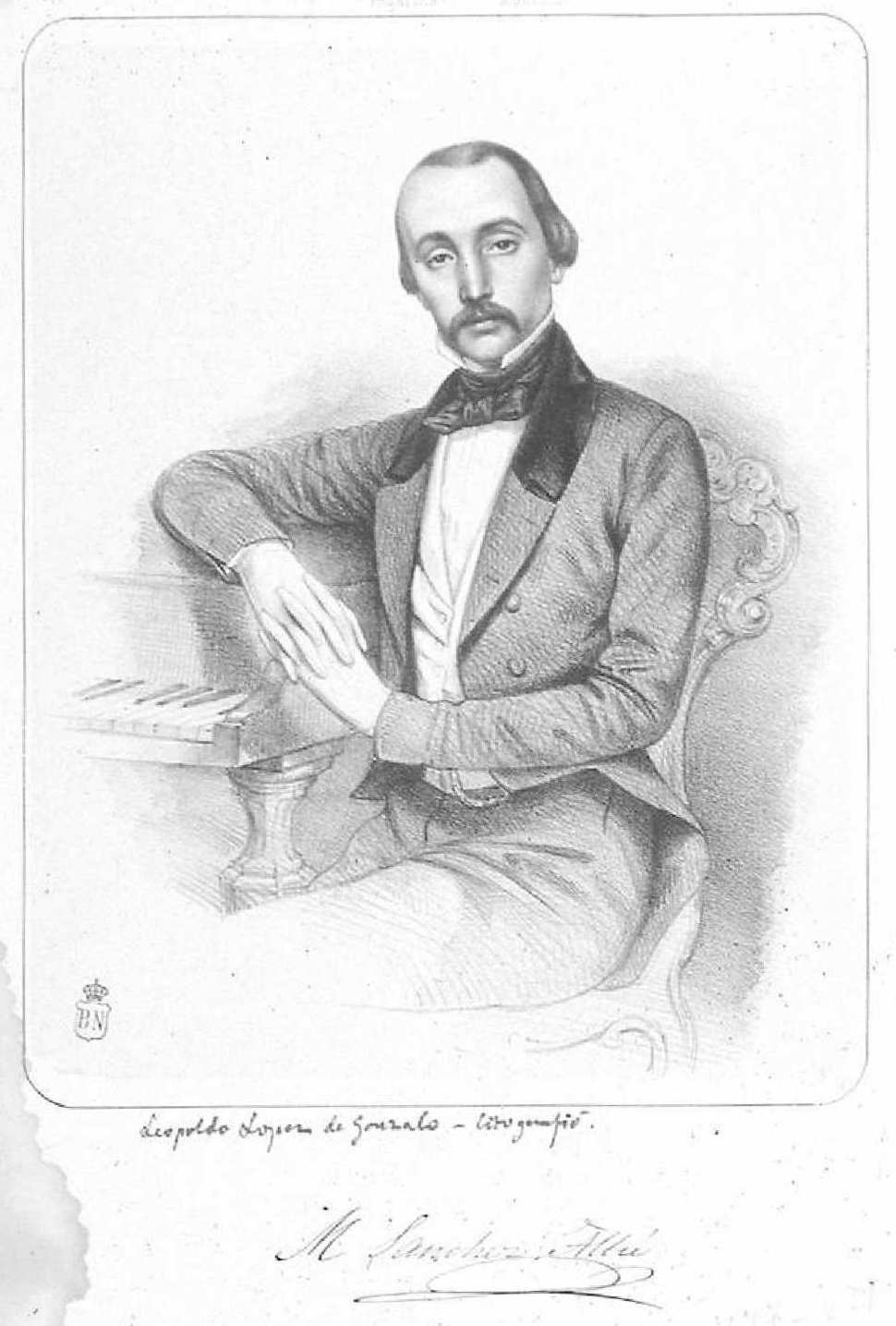
Martín Sánchez Allú, litografía de Leopoldo López de Gonzalo para El Pasatiempo Musical. Biblioteca Nacional de España.

Martín Sánchez Allú (Salamanca, 14 de septiembre de 1823-Madrid, 31 de agosto de 1858) fue un compositor y pianista español. Destaca su variada producción musical y especialmente sus zarzuelas y obras para piano. A pesar de la calidad de su obra, no gozó de gran reconocimiento en vida. 

## Biografía

### Formación
Comenzó a estudiar música a los nueve años en el colegio de niños de coro de la Catedral de Salamanca, entonces dirigido por el organista Francisco José Olivares. De forma paralela ingresó en la Universidad de Salamanca para cursar estudios de gramática latina y filosofía, obteniendo excelentes calificaciones. Sin embargo, debido a unos problemas de vista y a su gusto por la música, decidió abandonar los estudios universitarios y dedicarse únicamente a su vocación artística.
Empezó a actuar en el Liceo Artístico de Salamanca con quince años junto a su maestro Olivares y, dos años más tarde, realizó sus primeras composiciones de música para piano (fantasías, rigodones, variaciones, valses) y obras de género religioso.

### Años de viaje
Tras una breve estancia en Madrid, en la que compuso la ópera italiana Blanca di Messina (1840) junto con algunas obras para piano y para cuarteto, comenzó en Salamanca una gira  por distintas ciudades españolas como Valladolid, Santander, Burgos, San Sebastián y Vitoria. A su vuelta en 1842 y durante dos años ejerció como profesor y director del Liceo de Salamanca.
A principios de 1845 publicó varias obras de piano en Madrid y emprendió otra gira de conciertos que acabó en Valladolid, donde se asentó como maestro y director del Liceo. Allí compuso su segunda ópera Le Donzelle Eroiche.

### Década madrileña
En 1848, Sánchez Allú se instaló definitivamente en Madrid y comenzó a formar parte de su vida musical. Se rodeó, entre otros, de Marcial de Adalid, Santiago de Masarnau, Francisco Asenjo Barbieri, Joaquín Gaztambide y Jesús de Monasterio. Dos años más tarde, se convirtió en redactor de La Gaceta del pasatiempo musical, en la cual publicó el primer artículo sobre la historia de la zarzuela en España. 
Durante esta etapa el compositor estrenó algunas zarzuelas, entre las que figuran El bachiller sensible (que se representó por primera vez en 1853 en el Teatro del Circo), El tren de Escala, Pedro y Catalina y Las bodas de Juanita, que fue su mayor éxito. Además, publicó muchas obras para piano en la editorial Casimiro Martín.
En 1855, ganó la plaza de organista primero de la catedral de Salamanca pero renunció a ella. Dos años más tarde, Isabel II le otorgó la cruz de Caballero de la Orden de San Juan de Jerusalén. A partir de este año y hasta su muerte, ejerció como profesor de piano del Real Conservatorio de Música de Madrid. Sánchez Allú falleció en Madrid el 31 de agosto de 1858 debido a una afección de pecho, en plena juventud, dejando inéditas las obras  Aventura conyugal, Aurora y Charreteras y sotanas.

## Obra
- Anexo:Catálogo de Martín Sánchez Allú
- Partituras libres de Martín Sánchez Allú en el Proyecto Biblioteca Internacional de Partituras Musicales (IMSLP).